# Дрозд Володимир Миколайович
Володи́мир Микола́йович Дро́зд (3 липня 1991, Славута — 30 січня 2016, Зайцеве) — український військовик, солдат Збройних сил України, учасник російсько-української війни.

## Життєпис
Народився 1991 року в місті Славута Хмельницької області. Закінчив славутську ЗОШ № 6, пройшов підготовку в Навчальному центрі Сухопутних військ ЗСУ «Десна». 2010 року призваний — одразу на контрактну службу.
У зоні бойових дій воював з серпня 2015 року; старший солдат, старший водій мотострілецької роти, 17-й окремий мотопіхотний батальйон «Кіровоград».
30 січня 2016-го загинув під час мінометного обстрілу з боку терористів поблизу с-ща Зайцеве під Горлівкою, ще один боєць зазнав поранення.
2 лютого 2016 року похований у Славуті з військовими почестями.

## Нагороди та вшанування
- Указом Президента України № 170/2016 від 25 квітня 2016 року, «за особисту мужність і високий професіоналізм, виявлені у захисті державного суверенітету та територіальної цілісності України, вірність військовій присязі», нагороджений орденом «За мужність» III ступеня (посмертно)[1].
- Рішенням сесії міської ради від 29.04.2016 року № 2-7/2016 присвоєно звання «Почесний громадянин м. Славута» (посмертно)[2].
- 27 січня 2017 року в славутській ЗОШ № 6 відкрито меморіальні таблиці пам'яті українським Героям — Володимиру Дрозду та Анатолію Цимбалюку[3].
- Вшановується в меморіальному комплексі «Зала пам'яті», в щоденному ранковому церемоніалі 30 січня[4][5].